# 佐々木基一
佐々木 基一（ささき きいち、1914年（大正3年）11月30日 - 1993年4月25日）は、日本の文芸評論家。本名・永井善次郎（詩人の永井善次郎は同姓同名の別人）。

## 来歴・人物
広島県豊田郡本郷町（現・三原市）生まれ。旧制山口高校を経て東京帝国大学美学科卒。山口高校時代は荒正人と共にマルクス主義の学生運動に熱中した。東大卒業後文部省社会教育局、日伊協会に勤務の傍ら、戦前は『現代文学』同人、戦後、荒、埴谷雄高、小田切秀雄、本多秋五、平野謙、山室静と『近代文学』を創刊。また花田清輝らと『総合文化』、『現代芸術』を創刊したほか、文芸評論、テレビ、映画などについての評論、ルカーチ・ジェルジの翻訳などを精力的に行い、戦後アバンギャルド運動を謳歌した。1965年より中央大学教授を務めた。1990年、『私のチェーホフ』で野間文芸賞受賞。
1993年4月25日、多臓器不全のため東京女子医科大学病院にて、78歳で死去。
『群像』1962年8月号に「『戦後文学』は幻影だった」を発表し、戦後文学論争がおこる。
姉・貞恵は作家・原民喜の夫人。その関係から原を回想した文章も多く、岩波文庫版の『夏の花』の解説は佐々木が執筆している。妻は永井郁（1909-）で、ガボリオ『ルコック探偵』の翻訳などがある。

## 著書
- 『個性復興 文芸論集』真善美社 1948
- 『日本文学案内』中教出版, 1952
- 『リアリズムの探求』未來社, 1953
- 『昭和文学論』和光社, 1954
- 『昭和文学の諸問題』現代社 現代新書, 1956
- 『革命と芸術』未來社, 1958
- 『現代の映画』講談社ミリオン・ブックス, 1958
- 『現代芸術はどうなるか』講談社ミリオン・ブックス, 1959
- 『テレビ芸術』パトリア書房, 1959
- 『現代作家論』未來社, 1966
- 『戦後の作家と作品』未來社, 1967
- 『芸術論ノート』全2巻 合同出版, 1967-68
- 『戦後文学の内と外』未來社, 1970
- 『映像論』勁草書房 1971、「映像の芸術」講談社学術文庫, 1993
- 『石川淳』創樹社, 1972
- 『ウィーン・鏡の中の都』河出書房新社, 1974
- 『おまえを殺すのはおまえだ』新潮社, 1975
- 『まだ見ぬ街』河出書房新社, 1977
- 『鎮魂 小説阿佐谷六丁目』講談社, 1980
- 『時の音』講談社, 1982
- 『昭和文学交友記』新潮社 新潮選書, 1983
- 『同時代の作家たちその風貌』花曜社, 1984、新編「同時代作家の風貌」講談社文芸文庫, 1991
- 『同時代の作家たちその世界』花曜社, 1985
- 『東西比較作家論』オリジン出版センター, 1986
- 『私のチェーホフ』講談社, 1990、講談社文芸文庫, 1993
- 『停れる時の合間に』河出書房新社 1995 - 長編小説
- 『佐々木基一全集』全10巻、同刊行会編、河出書房新社 2012-13 - 最終巻は研究・補遺

## 共著・編著
- 日本抵抗文学選 花田清輝,杉浦明平 三一書房, 1955
- 堀辰雄 谷田昌平 青木書店, 1955
- 読書指導書（子ども向け名作文学集）『雨の日文庫』1～6,阿部知二・石井桃子・宮原誠一・八杉竜一・国分一太郎・小田切秀雄共編,1966、ISBN 4-8384-0045-4
- 魯迅と現代 竹内実共編 勁草書房, 1968
- わが内と外なるヒトラー 開高健共編 講談社, 1974
- 安部公房 作家の世界 番町書房 1978

## 翻訳
- たらすこん港 アルフォンス・ドーデ 永井郁共訳 思索社, 1949
- 地主の家の物語 セルマ・ラーゲルレーヴ 小山書店, 1951
- ポールとヴィルジニー ベルナルダン・ド・サン＝ピエール 永井郁共訳 河出書房, 1951
- 世界大探検物語 ジュール・ベルヌ 永井郁共訳 東洋書館,1953
- トルストイとドストイェフスキイ ジェルジ・ルカーチ ダヴィッド社, 1954
- 小説の理論 ルカーチ 原田義人共訳 未來社, 1954、ちくま学芸文庫, 1994
- 映画の理論 ベラ・バラージュ 講談社, 1959
- エイゼンシュタイン マリー・シートン 小林牧共訳　美術出版社, 1966-68
- 若い世代の問題 エルンスト・フィッシャー 好村富士彦共訳 合同出版, 1966
- 視覚時代 カール・パヴェーク 大久保良一・森田弘共訳 美術出版社, 1970
- 視覚的人間 映画のドラマツルギー ベラ・バラージュ 高村宏共訳 創樹社, 1975、岩波文庫, 1986
- 映画の精神 ベラ・バラージュ 高村宏共訳 創樹社, 1984